# Аромат шипшини
«Аромат шипшини» (рос. Аромат шиповника) — російський мелодраматичний телесеріал 2014 р. виробництва компанії «Твіст». Головні ролі виконували Марія Ільїна, Ірина Фролова, Маріетта Цигаль-Поліщук, Ангеліна Кузнєцова, Юрій Цурило, Яніна Соколовська, Катерина Семенова та Сергій Баталов.  
Трансляція в Україні розпочалася на телеканалі «Інтер» 18 серпня 2014 р.

## Сюжет
Ткацька фабрика, єдине підприємство у невеликому селищі, мимоволі стає центром «всесвіту» для місцевого населення: на ній працює більша частина мешканців, сюди приходять колишні випускники школи, які не продовжили на навчання, приходять тимчасово і часто-густо залишаються назавжди, оскільки альтернативи все одно немає, хіба що поїхати у пошуках кращої долі до великого міста. 
Звичне життя, повне звичайних побутових труднощів, не таке нудне, як може видатися на перший погляд: прості людські турботи перемежовуються з романтичними, амурними клопотами, тут так само закохуються, одружуються — загалом, життя кипить. Сюжет зображує тривалий період часу, йде поруч з героїнями майже усе їхнє життя. Долі головних героїнь багато в чому схожі між собою, але ставлення до подій у своєму житті у кожної з них різне: дружба і сварки, кохання і зрада, здоров'я і недуги — усе це кожна з них сприймає по-своєму. 
З роками приходить зовсім інше осмислення подій, лояльніше і не таке категоричне, як в юності: чимало з того, що видавалось важливим колись, тепер втрачає цінність; сварки і чвари здаються дурними і не мають сенсу; старі образи відгукуються у серці не таким гострим болем; за деякі власні вчинки стає просто соромно. Якби можна було повернути час назад і все виправити, то кожна з героїнь скористалася б таким шансом, тому що вони впевнені, що могли ще у молодому віці змінити свою долю.

## Ролі
- Юрій Цурило — Федір Іванович Задорожний, директор ткацької фабрики
- Яніна Соколовська — Євдокія Петрівна Завадська, секретар райкому партії
- Лідія Велєжева — Людмила Василівна Новикова
- Валерій Сторожик — Сергій Дмитрович Новиков, чоловік Людмили; професор, хірург-кардіолог
- Ілля Блєдний - Юрій Новіков, старший син Людмили, музикант
- Сесіль Свердлова — Маша, дочка Антоніни та Анатолія
- Ксенія Дементьєва — Ліза Князєва, дочка Зінаїди і Тимофія, шкільна подруга Маші і Наді
- Марія Ільїна — Надя, дочка Семена, шкільна подруга Маші і Лізи
- Марія Клюквина — Антоніна Миколаївна Щукіна, бригадир на фабриці, подруга юності Людмили
- Сергій Баталов — Анатолій Іванович Щукін, чоловік Антоніни
- Марія Максакова — Мадлен Криницька, оперна співачка
- Ірина Язвінська — Катя

## Критика
Рейтинг телесеріалу на сайті Кинопоиск.ru — 5,6/10.